# Kopnäsberget
Kopnäsberget är en kulle i Åland (Finland). Den ligger i den södra delen av landskapet, 9 km sydost om huvudstaden Mariehamn. Toppen på Kopnäsberget är 34 meter över havet, eller 8 meter över den omgivande terrängen. Bredden vid basen är 0,40 km. Kopnäsberget ligger på ön Fasta Åland.
Terrängen runt Kopnäsberget är platt. Havet är nära Kopnäsberget åt sydväst. Närmaste större samhälle är Mariehamn, 8,5 km nordväst om Kopnäsberget. 
I omgivningarna runt Kopnäsberget växer i huvudsak blandskog. Runt Kopnäsberget är det glesbefolkat, med 17 invånare per kvadratkilometer.